# ストレート・アヘッド (アビー・リンカーンのアルバム)
『ストレート・アヘッド』（Straight Ahead）は、アメリカ合衆国のジャズ・ボーカリスト、アビー・リンカーンが1961年に録音・発表したスタジオ・アルバム。キャンディド・レコードに残した唯一のリーダー・アルバムで、その後、リンカーンは女優としての活動を重視しており、結果的には1960年代唯一のリーダー作となった。

## 背景
1960年、リンカーンは後に夫となるマックス・ローチのアルバム『ウィ・インシスト』の録音に参加し、同アルバムに参加したローチ、コールマン・ホーキンス、ブッカー・リトル等は本作にも引き続き参加した。プロデューサーのナット・ヘントフは、『ウィ・インシスト』の録音前までリンカーンの歌に感銘を受けたことがなかったが、同作のレコーディング現場において「自分がアメリカのニグロであることの誇りと苦痛を喚起させる猛烈な歌に、私は驚かされた」という。また、当時プレスティッジ・レコードと専属契約をしていたエリック・ドルフィーもサイドマンとして参加しており、ドルフィーとリンカーンは本作の録音に先立つ1960年11月1日、ジャズ・アーティスツ・ギルド（チャールズ・ミンガスやマックス・ローチ等、ニューポート・ジャズ・フェスティバルの商業化を批判したジャズ・ミュージシャンによる組織）名義のアルバム『Newport Rebels』に収録された「Tain't Nobody's Bizness If I Do」で共演している。
「ブルー・モンク」はセロニアス・モンクが作曲し1954年に初録音した曲で、リンカーン自身が新たに歌詞をつけており、モンクは本作のセッションに招かれて、リンカーンの歌詞を快諾した。

## 評価・影響
本作にはリンカーンの反人種差別の主張が強く押し出され、ジャズ評論家のアイラ・ギトラーは『ダウン・ビート』誌1961年11月号において、「ホエン・マリンディー・シングズ」と「ブルー・モンク」の2曲を称賛する一方「（リンカーンは）プロフェッショナル・ニグロになりつつある」「人種的伝統に誇りを持つのは結構だが、ジャズにイライジャ・ムハンマド的な思考はいらない」と非難した。なお、ギトラーはこの件に関して後に「私は白人と黒人を区別したくない。ジャズを通じて両方を結び付けたいんだ」とコメントしている。
スコット・ヤナウはオールミュージックにおいて5点満点を付け、本作を「アビー・リンカーンの最も偉大な録音の一つ」、コールマン・ホーキンスの演奏に関して「"Blue Monk"において印象的なソロを披露」と評している。また、カーメン・マクレエは1988年録音のアルバム『Carmen Sings Monk』において、リンカーンの歌詞に準じた「ブルー・モンク」を取り上げた。

## 収録曲
1. ストレート・アヘッド - "Straight Ahead" (Abbey Lincoln, Earl Baker, Mal Waldron) - 5:29
  - 編曲：マル・ウォルドロン[6]
2. ホエン・マリンディー・シングズ - "When Malindy Sings" (Oscar Brown, Paul Lawrence Dunbar) - 4:08
  - 編曲：ブッカー・リトル[6]
3. イン・ザ・レッド - "In the Red" (Chips Bayen, A. Lincoln, Max Roach) - 8:35
  - 編曲：ブッカー・リトル[6]
4. ブルー・モンク - "Blue Monk" (A. Lincoln, Thelonious Monk) - 6:40
  - 編曲：マル・ウォルドロン[6]
5. レフト・アローン - "Left Alone" (Billie Holiday, M. Waldron) - 6:51
  - 編曲：ジュリアン・プリースター[6]
6. アフリカン・レディ - "African Lady" (Langston Hughes, Randy Weston) - 3:50
  - 編曲：マックス・ローチ[6]
7. レトリビューション - "Retribution" (A. Lincoln, Julian Priester) - 3:49
  - 編曲：ジュリアン・プリースター[6]

## 参加ミュージシャン
- アビー・リンカーン - ボーカル
- ブッカー・リトル - トランペット
- ジュリアン・プリースター - トロンボーン
- コールマン・ホーキンス - テナー・サクソフォーン
- ウォルター・ベントン - テナー・サクソフォーン
- エリック・ドルフィー - アルト・サクソフォーン、バスクラリネット、フルート
- マル・ウォルドロン - ピアノ
- アート・デイヴィス - ダブルベース
- マックス・ローチ - ドラムス
- ロジャー・サンダース - コンガ (on #6)
- ロバート・ホイットニー - コンガ (on #6)